# SMS Kaiser Franz Joseph I (крейсер)
SMS Kaiser Franz Joseph I — бронепалубний крейсер Ц.к. Крігсмаріне. Був названий на честь цісаря Франца Йосифа І.

## Історія
У відповідь на будівництво італійського крейсера «Джованні Бозан» * водотоннажністю 3000 т (1882–1885) британською корабельнею Armstrong Whitworth для Ц.к. Крігсмаріне заклали 3 січня 1888 бронепалубний крейсер А у Ц.к. корабельні Stabilimento Tecnico Triestino у Трієсті. Гармати великого калібру для нього замовили у Friedrich Krupp AG, протимінні скорострільні (нім. Schnellfeuerkanonen (SFK)) у британської Hotchkiss. Конструкцію корабля визначила вкрай економна австрійська адміністрація, що підтримувала концепцію берегової оборони мінімальними ресурсами.
За задумом крейсер повинен був стати командирським кораблем з'єднань торпедних човнів у бою, надаючи вогневу підтримку проти ворожих кораблів. Дві 240-мм гармати призначались для бою на великій відстані. Як засіб нападу розглядались торпедні апарати.
Через погане фінансування італійський флот Regia Marina отримав 3 крейсери Giovanni Bausan, Dogali, Piemonte британської будови і 4 однотипні італійської будови класу Etna до прийняття 24 січня 1892 до складу Крігсмаріне другого однотипного крейсера SMS Kaiserin Elisabeth*.
Доволі швидко виявилось, що гармати у казематах можливо використовувати лише на спокійному морі, а дві 240-мм занадто слабо захищені. Тому при модернізації гармати з казематів перенесли на верхню палубу, а головний калібр зменшили до 150-мм, що дозволило встановити їх у закритих баштах. Після модернізації 1908 крейсер зачислили до 2-класу, а 1911 до малих крейсерів.
Бойова вартість даних крейсерів була сумнівною і їх називали у Крігсмаріне «Банки з сардинами Штернека» (нім. Sternecks Sardinenbüchsen) за командуючим флотом, адміралом фон Штернеком.

## Використання
Перший похід до Північного і Балтійського морів. 3 вересня на борту побував кайзер Вільгельм ІІ. Візит до Генуї (1892), похід до Східної Азії, участь у міжнародних силах біля Криту (1897), участь у святкуваннях в Лісабоні (1898), навчальні походи до Середземного моря (1903/04), крейсер-стаціонар у Східній Азії (1905/08), навчальні походи до Середземного моря (1909/10), крейсер-стаціонар у Східній Азії (1910/13).
На початок Першої світової війни 1914 крейсер перебував у Которській затоці. 9 вересня 1914 та 8/9 січня 1916 разом з іншими кораблями обстрілював батарею на горі Ловчен. 1/3 січня 1918 екіпаж не брав участі у заколоті флоту в Которі. Після роззброєння 7 лютого 1918 перетворений на плавучу казарму. Під контролем французів крейсер встановили на якорі за межами Которської затоки. 17 жовтня 1919 через неправильне завантаження і відкриті ілюмінатори затонув у час шторму. Частково піднятий 1922 і повторно 1967 (в останньому випадку — югославською рятувальною компанією «Бродоспас»).